# Sigurd Munn
Sigurd Haraldsson Munn, född 1133 eller 1135, död 10 juni 1155 i Bergen, var kung av Norge från 1136 till sin död. Han var son till kung Harald Gille och Tora Guttormsdotter.
När fadern, kung Harald, mördades 1136 valdes gossebarnet Sigurd tillsammans med sin lillebror Inge till norska kungar. Deras anhängare stred om makten i Norge mot Sigurd Slembe och exkungen Magnus den blinde. 1142 blev även den äldsta halvbrodern Öystein vald till kung. Samarbetet mellan de tre halvbröderna började bli ansträngt under den senare delen av 1140-talet. När Norge 1152 genom Nidaros stift fick en egen ärkebiskop höll de fortfarande sams, men Sigurd kritiserades av den påvliga legaten, kardinal Nicholas Breakspear (som senare blev påven Hadrianus IV). Detta efter att han hade fått ett barn med sin släkting Kristin Sigurdsdotter och därmed ansågs ha begått blodskam.
Vintern 1154–1155 bilade Sigurd och Öystein sina inbördes stridigheter och kom överens om avsätta Inge vid det kommande trekungamötet i Bergen sommaren 1155. Inge och stormannen Gregorius Dagsson fick kännedom om planerna och kom med en manstark hird till Bergen. På tinget blev två av Gregorius och Inges män dräpta. Detta föranledde Gregorius till att innan Öystein kommit fram till tinget överfalla Sigurd medan han drack i en gård vid Stretet i Bergen. Efter en hård kamp blev Sigurd nedhuggen då han gick ut och bad Inge om grid (amnesti/nåd ).